# Gaétan Boucher
Gaétan Boucher (Charlesbourg, Quebec, 10 mei 1958) is een voormalig Canadees langebaanschaatser en shorttracker. Boucher was gespecialiseerd op de sprintafstanden, maar hij reed ook op de allroundkampioenschappen.

## Biografie
Gaétan Boucher is een van de succesvolste Canadese schaatsers. In de periode van 1976 tot 1988 behoorde hij tot de beste sprinters. Reeds op 17-jarige leeftijd maakt hij zijn debuut op een Olympische Winterspelen. In 1976 wordt hij op de Winterspelen in Innsbruck tweemaal 14e (500 en 1500 meter) en bereikt hij een zesde plaats op de 1000 meter. Vier jaar later tijdens de Winterspelen in Lake Placid bereikt hij het podium op de 1000 meter met een tweede plaats achter Eric Heiden. In 1984 wint Boucher op de Winterspelen van Sarajevo de eerste Canadese gouden medaille tijdens een Olympische Winterspelen. Nadat hij brons op de 500 meter gewonnen heeft, wint de Canadees goud op de 1000 en 1500 meter. Vier jaar later op de Winterspelen van Calgary kan hij niet meer tippen aan zijn prestaties in Sarajevo, hoewel hij nog wel vijfde op de 1000 meter wordt.
Na driemaal tweede te zijn geworden op een WK Sprint (1979, 1980 en 1982) wordt Boucher in 1984 de eerste Canadese wereldkampioen sprint. Naast de mondiale sprintkampioenschappen heeft hij ook meegedaan aan de wereldkampioenschappen allround. Van de zevenmaal dat Boucher meedeed, plaatste hij zich slechts eenmaal voor 10.000 meter. In 1982 werd hij negende op het WK Allround in Assen.
Naast langebaanschaatser was Boucher ook een goede shorttracker. In 1977 en 1980 werd hij wereldkampioen shorttrack en in 1976, 1981 en 1982 werd hij tweede. Met het Canadese aflossingsteam werd hij tweemaal wereldkampioen (1979 en 1980) en gedurende een periode van een jaar (1982-1983) was hij houder van het wereldrecord op de 500 meter.
In Sainte-Foy, Quebec, staat een schaatsbaan die naar hem vernoemd is, de Gaétan Boucher Oval.
In zijn succesjaar 1984 won Boucher de "schaatsoscar", de Oscar Mathisen-trofee.

## Records (langebaan)

### Persoonlijke records
| Afstand      | Tijd    | Datum            | Baan    |
| ------------ | ------- | ---------------- | ------- |
| 500 meter    | 37,22   | 20 januari 1985  | Davos   |
| 1000 meter   | 1.12,74 | 20 januari 1985  | Davos   |
| 1500 meter   | 1.53,60 | 5 december 1987  | Calgary |
| 3000 meter   | 4.11,66 | 12 december 1981 | Inzell  |
| 5000 meter   | 7.23,61 | 13 december 1981 | Inzell  |
| 10.000 meter | 15.56,4 | 21 februari 1982 | Assen   |

### Wereldrecords
| Nr. | Afstand        | Tijd    | Datum           | Baan  |
| --- | -------------- | ------- | --------------- | ----- |
| 1.  | 1000 meter     | 1.13,39 | 31 januari 1981 | Davos |
| 2.  | Sprintvierkamp | 148,785 | 31 januari 1981 | Davos |

## Resultaten (langebaan)
| Jaar | Olympische Spelen           | WK Allround | WK Sprint | WK Junioren |
| ---- | --------------------------- | ----------- | --------- | ----------- |
| 1975 |                             | NC30        |           | NC26        |
| 1976 | 14e 500m 6e 1000m 14e 1500m | NC20        | 9e        | 4e          |
| 1977 |                             | NC19        | 12e       | 8e          |
| 1978 |                             |             | 31e       | 11e         |
| 1979 |                             | -           | Zilver    |             |
| 1980 | 8e 500m · 1000m · 15e 1500m | -           | Zilver    |             |
| 1981 |                             | NC17        | 30e       |             |
| 1982 |                             | 9e          | Zilver    |             |
| 1983 |                             | NC21        | 17e       |             |
| 1984 | 500m · 1000m · 1500m        | -           | Goud      |             |
| 1985 |                             | NC17        | Zilver    |             |
| 1986 |                             | -           | 13e       |             |
| 1987 |                             | -           | 15e       |             |
| 1988 | 14e 500m 5e 1000m 9e 1500m  | -           | DQ1       |             |

- = geen deelname
DQ1 = gediskwalificeerd bij de 1e afstand
NC# = niet gekwalificeerd voor de laatste afstand, maar wel als # geklasseerd in de eindrangschikking

### Medaillespiegel
| Kampioenschap     | Goud | Zilver | Brons |
| ----------------- | ---- | ------ | ----- |
| Olympische Spelen | 2    | 1      | 1     |
| WK Sprint         | 1    | 4      | 0     |

1976: Peter Mueller ·
1980: Eric Heiden ·
1984: Gaétan Boucher ·
1988: Nikolaj Goeljajev ·
1992: Olaf Zinke ·
1994: Dan Jansen ·
1998: Ids Postma ·
2002: Gerard van Velde ·
2006: Shani Davis ·
2010: Shani Davis ·
2014: Stefan Groothuis ·
2018: Kjeld Nuis ·
2022: Thomas Krol
1924: Clas Thunberg ·
1928: Clas Thunberg ·
1932: Jack Shea ·
1936: Charles Mathiesen ·
1948: Sverre Farstad ·
1952: Hjalmar Andersen ·
1956: Jevgeni Grisjin/Joeri Michajlov ·
1960: Jevgeni Grisjin/Roald Aas ·
1964: Ants Antson ·
1968: Kees Verkerk ·
1972: Ard Schenk ·
1976: Jan Egil Storholt ·
1980: Eric Heiden ·
1984: Gaétan Boucher ·
1988: André Hoffmann ·
1992: Johann Olav Koss ·
1994: Johann Olav Koss ·
1998: Ådne Søndrål ·
2002: Derek Parra ·
2006: Enrico Fabris ·
2010: Mark Tuitert ·
2014: Zbigniew Bródka ·
2018: Kjeld Nuis ·
2022: Kjeld Nuis
1976: Alan Rattray · 
1977: Gaétan Boucher · 
1978: James Lynch · 
1979: Hiroshi Toda · 
1980: Gaétan Boucher · 
1981: Benoît Baril · 
1982: Guy Daignault · 
1983: Louis Grenier · 
1984: Guy Daignault · 
1985: Toshinobu Kawai · 
1986: Tatsuyoshi Ishihara · 
1987: Toshinobu Kawai/Michel Daignault · 
1988: Peter van der Velde · 
1989: Michel Daignault · 
1990: Lee Joon-ho · 
1991: Wilf O'Reilly · 
1992: Kim Ki-hoon · 
1993: Marc Gagnon · 
1994: Marc Gagnon · 
1995: Chae Ji-hoon · 
1996: Marc Gagnon · 
1997: Kim Dong-sung · 
1998: Marc Gagnon · 
1999: Li JiaJun · 
2000: Min Ryoung · 
2001: Li JiaJun · 
2002: Kim Dong-sung · 
2003: Ahn Hyun-soo · 
2004: Ahn Hyun-soo · 
2005: Ahn Hyun-soo · 
2006: Ahn Hyun-soo · 
2007: Ahn Hyun-soo · 
2008: Apolo Anton Ohno · 
2009: Lee Ho-suk · 
2010: Lee Ho-suk · 
2011: Noh Jin-kyu · 
2012: Kwak Yoon-gy · 
2013: Sin Da-woon · 
2014: Viktor An · 
2015: Sjinkie Knegt · 
2016: Han Tianyu · 
2017: Seo Yi-ra · 
2018: Charles Hamelin · 
2019: Lim Hyo-jun · 
2021: Shaoang Liu ·
2022: Shaoang Liu
- Virtual International Authority File: 317273251
- WorldCat: E39PBJpYBqf3g89TkpmRJFgR8C